# Stéphane Beemelmans

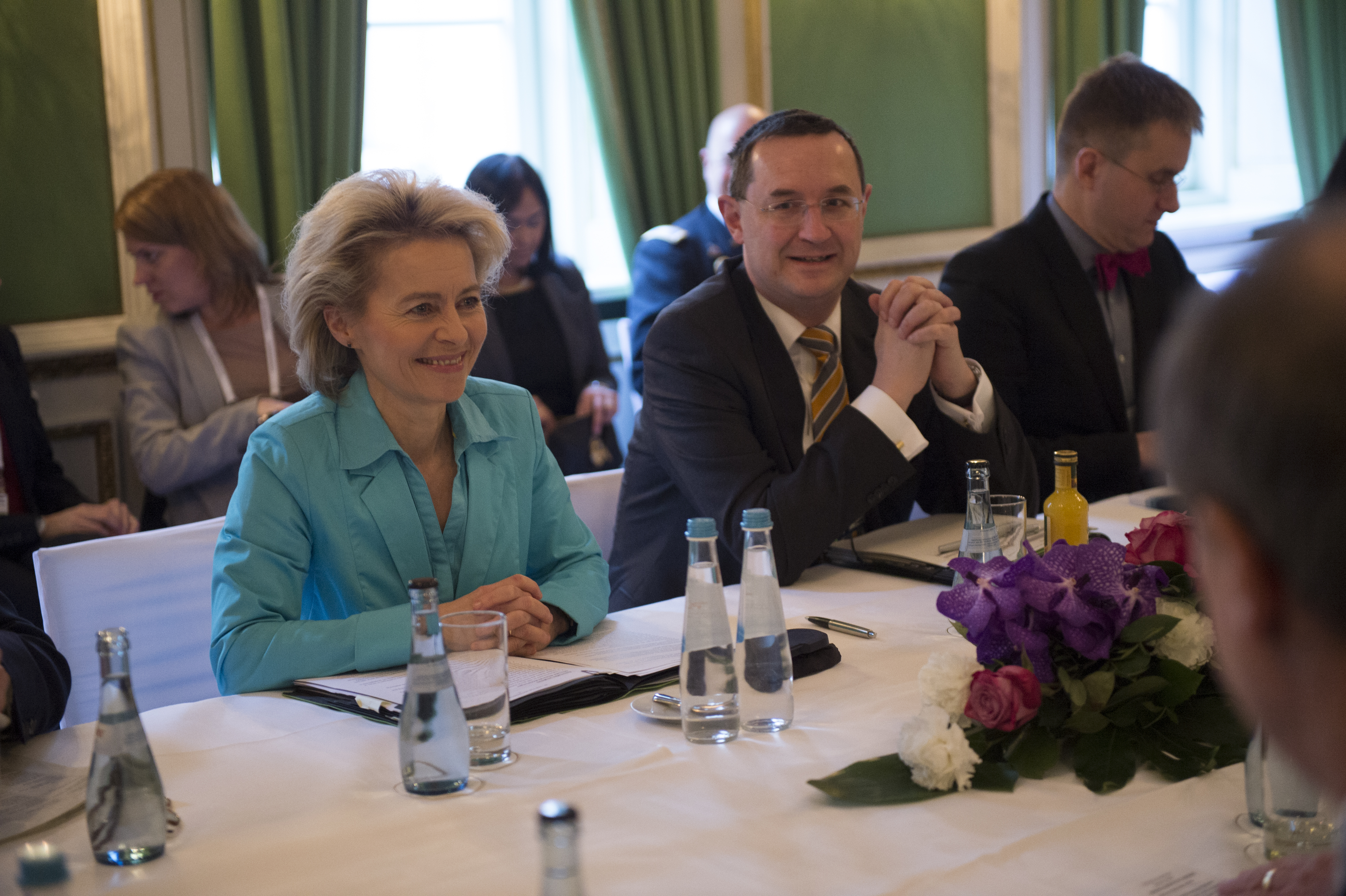
Stéphane Beemelmans neben Ursula von der Leyen, 2014

Stéphane Beemelmans (* 20. September 1965 in Toulouse) ist ein deutscher Manager und ehemaliger politischer Beamter. Von 1994 bis 2005 im sächsischen Staatsdienst und ab 1999 in verschiedenen Funktionen für Thomas de Maizière tätig, war er seit dem 16. März 2011 einer der beiden Staatssekretäre im Bundesministerium der Verteidigung und zuständig für Administration und Ausrüstung. Nach mehreren ungeklärten Affären über Rüstungszahlungen wurde er am 20. Februar 2014 vom Bundespräsidenten auf Antrag der neuen Verteidigungsministerin Ursula von der Leyen in den einstweiligen Ruhestand versetzt. Seit dem 1. November 2006 ist er in einem öffentlichen Unternehmen tätig, zunächst als Mitglied des Vorstandes, seit Anfang 2017 als Geschäftsführer.

## Leben
Beemelmans ist der Sohn des deutschen Diplomaten Hubert Beemelmans und einer französischen Lehrerin. Er wuchs im Ausland und in Bonn auf und legte im Jahr 1983 sein Abitur am Aloisiuskolleg in Bonn-Bad Godesberg ab. Anschließend absolvierte er von 1983 bis 1989 ein Studium der Rechtswissenschaften an der Universität Bonn. In den Jahren von 1985 bis 1986 leistete er seinen Wehrdienst in der französischen Armee. Hier erreichte er den Dienstgrad Lieutenant; heute ist er Oberleutnant der Reserve. 1994 legte er sein Zweites juristisches Staatsexamen ab.
Er begann seine berufliche Laufbahn in Sachsen, wo er einer von Thomas de Maizières engsten Mitarbeitern wurde. Von April 1994 bis August 1997 war er Referent beim Sächsischen Staatsministerium für Soziales, Gesundheit und Familie. Von September 1997 bis August 1998 war er Europareferent bei der sächsischen Landesvertretung beim Bund. Vom September 1998 bis Februar 2001 war er persönlicher Referent des damaligen Chefs der Sächsischen Staatskanzlei. Anschließend wurde er vom März 2001 bis Dezember 2002 Referatsleiter und Pressesprecher im Sächsischen Finanzministerium. Von Januar 2003 bis Juni 2005 war er Direktor des Staatsbetriebes Staatliche Schlösser, Burgen und Gärten Sachsens und wechselte anschließend von Juli bis November 2005 als Leiter in das Leitungsbüro im Sächsischen Innenministerium.
Vom November 2005 bis November 2009 war er Büroleiter des Chefs des Bundeskanzleramtes. Ende 2009 wechselte er als Abteilungsleiter der Abteilung Grundsatzfragen; EU- und internationale Angelegenheiten; Neue Bundesländer in das Bundesinnenministerium. Als de Maizière ins Verteidigungsministerium wechselte, versetzte er den beamteten Staatssekretär Walther Otremba in den einstweiligen Ruhestand und holte als Nachfolger Beemelmans Mitte März 2011 zu sich ins Verteidigungsministerium. 2013 war Beemelmans nach eigener Darstellung hauptverantwortlich für die „Euro-Hawk-Affäre“; die Anschaffung von Drohnen vom Typ RQ-4E Euro Hawk hätte aufgrund eines seit 2007 bekannten Zulassungsproblems zu Nachrüstungskosten von mehr als einer halben Milliarde Euro geführt. Er entschied deshalb, das Projekt 2013 einzustellen. 
Nach der Bundestagswahl 2013 war zunächst vermutet worden, dass Beemelmans mit Thomas de Maizière ins Innenministerium wechseln würde, da er bereits seit ihrer Zeit in der Sächsischen Staatskanzlei ab 1999 dessen enger Vertrauter war und ihm anschließend als Büroleiter ins Bundeskanzleramt, als Abteilungsleiter ins Innenministerium und als beamteter Staatssekretär ins Verteidigungsministerium folgte. Stattdessen verblieb Beemelmans jedoch auch unter Ursula von der Leyen, ab Mitte Dezember 2013 neue Ministerin, im Verteidigungsministerium. Nachdem er die Anpassung einer Eurofighter-Bestellung dem Bundestag nicht mitgeteilt hatte und auf einem daraufhin angesetzten Rüstungs-Board am 19. Februar Kostensteigerungen für insgesamt 15 Rüstungsprojekte nur unzureichend hatte begründen können, wurde er bereits drei Monate nach seiner Bestätigung von von der Leyen entlassen.
Ende November 2014 wurde bekannt, dass Beemelmans zum 1. Dezember den Posten des Geschäftsführers bei der Lobby-Agentur EUTOP Berlin GmbH übernimmt. Seit November 2016 ist er Geschäftsführer der PD – Berater der öffentlichen Hand GmbH (ehemals ÖPP Deutschland AG), welche nach dem Willen der Bundesregierung seit 2008 die Entstehung öffentlich-privater Partnerschaften vorantreibt. Bei seinem Eintritt baute er die bisherige Aktiengesellschaft, aus der alle Geschäftsleute und Konzerne als Anteilseigner ausschieden, zu einer hundertprozentig öffentlichen GmbH um, was in der heftigen Kritik an der Beteiligung von Lobbyisten aus der Privatwirtschaft begründet war. Seitdem ist das Unternehmen von 60 auf über 1100 Mitarbeiter gewachsen und wurde zweimal (2022/23 und 2024/25) zum Hidden Champion des Beratermarktes gekürt. Beemelmans selbst wurde 2022 zum CEO des Jahres gewählt. 
Stéphane Beemelmans ist verheiratet, katholisch und hat ein Kind.

## Kritik
Im Frühjahr 2013 wurde die „Euro-Hawk-Affäre“ publik; der Bundestag bildete einen Untersuchungsausschuss. Am 30. Juli 2013 sagte Beemelmans vor diesem Ausschuss: „Für seine [des Verteidigungsministers de Mazière] mangelnde Information trage ich die Verantwortung“. Er habe de Maizière erst am 13. Mai 2013 über das Scheitern des Projekts unterrichtet. „Ich habe ihn informiert, so wie ich es für nötig hielt. Ich habe erfahren, dass er mehr für nötig hielt.“ Er sehe „auch in der Rückschau keinerlei Holschuld des Ministers“, was Informationen über den Projektverlauf angehe. Stimmen aus der Opposition vermuten ein Bauernopfer.
Bereits am 19. Februar 2014 geriet Beemelmans erneut in die Kritik, als bekannt wurde, dass Rüdiger Wolf und er Ende Dezember 2013 als Staatssekretäre eine Ausgleichszahlung an den Turbinenhersteller MTU in Höhe von 55 Mio. € aus der Reduzierung der Eurofighter-Bestellungen genehmigten, ohne vorschriftsgemäß den Haushaltsausschuss des Bundestages hierüber zu informieren. Zwar war dieser nach der Bundestagswahl noch nicht wieder eingesetzt, dennoch erfolgte auch keine Information des übergangsweise eingesetzten Hauptausschusses. Als möglicher Grund wurde angeführt, dass der günstige Deal unbedingt noch im Jahr 2013 abgeschlossen werden sollte. Am Tag darauf führte dies zu seiner Entlassung.